# Associatie van Caribische Staten
De Associatie van Caribische Staten is een adviesvereniging van landen gecentreerd rond het Caribische bekken. De organisatie werd opgericht met het doel om overleg, samenwerking en gecoördineerde actie tussen alle landen van het Caribische gebied te bevorderen. Het primaire doel van de ACS is het bevorderen van meer handel tussen de naties, het verbeteren van het vervoer, het ontwikkelen van duurzaam toerisme, en grotere en effectievere reacties op lokale natuurrampen mogelijk te maken.
Ze bestaat uit vijfentwintig lidstaten, waaronder Suriname, en zeven geassocieerde leden, waaronder Aruba, Curaçao en Sint Maarten. Het verdrag tot oprichting van de ACS werd op 24 juli 1994 ondertekend in Cartagena, Colombia.

## Lidstaten
- Antigua en Barbuda
- Bahama's
- Barbados
- Belize
- Colombia
- Costa Rica
- Cuba
- Dominica
- Dominicaanse Republiek

- El Salvador
- Grenada
- Guatemala
- Guyana
- Haïti
- Honduras
- Jamaica
- Mexico

- Nicaragua
- Panama
- Saint Kitts en Nevis
- Saint Lucia
- Saint Vincent en de Grenadines
- Suriname
- Trinidad en Tobago
- Venezuela